# حصة العتيبة
حصة عبد الله أحمد العتيبة دبلوماسية من الإمارات العربية المتحدة. اعتبارًا من عام 2012 كانت سفيرة بلادها لدى الكرسي الرسولي. ولدت العتيبة في أبو ظبي وعاشت في مصر وشمال إفريقيا وأوروبا وأمريكا الجنوبية وأمريكا الشمالية. زوجها هو عبد العزيز الشامسي الذي يعمل سفيرا لدولة الإمارات العربية المتحدة في إيطاليا. وقريبها، السفير يوسف العتيبة، ويعمل سفيرا لدولة الإمارات العربية المتحدة في الولايات المتحدة.

## السيرة الأكاديمية
حصلت على بكالوريوس تجارة وإدارة الأعمال من جامعة القاهرة في جمهورية مصر العربية. ومن ثم، حصلت على شهادة الدكتوراة في إدارة الأعمال من كلية الأعمال والاقتصاد بجامعة لوزان في سويسرا. وأخيراً، حصلت على شهادة الماجستير في الإدارة بالكمبيوتر من جامعة ويبسترسانت لويس الأمريكية في جينيفا.

## حياتها المهنية
كانت العتيبة واحدة من أوائل السفيرات لدولة الإمارات العربية المتحدة عندما عُيّنت سفيرة فوق العادة في إسبانيا في شهر نوفمبر عام 2008. بصفتها أول سفيرة لدولة الإمارات العربية المتحدة لدى الكرسي الرسولي، قدمت العتيبة أوراق اعتمادها إلى البابا بندكت السادس عشر في 20 مايو 2010.
عملت كمستشارة لتطوير الأداء ودعم الإدارة والتفكير الإبداعي بدائرة التخطيط والاقتصاد بإمارة أبوظبي في دولة الإمارات العربية المتحدة.
في الفترة من عام 2000 إلى عام 2008، كانت تشغل منصب مساعد الممثل المقيم لشؤون العمليات في صندوق الأمم المتحدة الإنمائي. وفي الفترة من عام 2002 إلى عام 2007 تم تعيينها مسؤولة عن تقنية المعلومات في المنتدى الدولي للمرأة في نيويورك، وهي عضوة الآن في المنتدى في الأمم المتحدة.
كانت عضواً في وفد دولة الإمارات بقمة دول عدم الانحياز، في كوبا عامي 2005 و2006، كما شغلت منصب سفيرة غير مقيمة في دولة الفاتيكان منذ شهر مايو عام 2010، وإمارة أندورا في شهر يونيو من عام 2010.
شغلت الدكتورة حصة حالياً منصب سفيرة دولة الإمارات في المملكة الهولندية منذ عام 2019 والمندوب الدائم للدولة لدى منظمة حظر الأسلحة الكيميائية. وهي سفيرة دولة الإمارات العربية المتحدة لدى الاتحاد السويسري.

## انظر ايضا
- حنان خلفان العليلي
- نبيلة الشامسي